# 팔켄베리

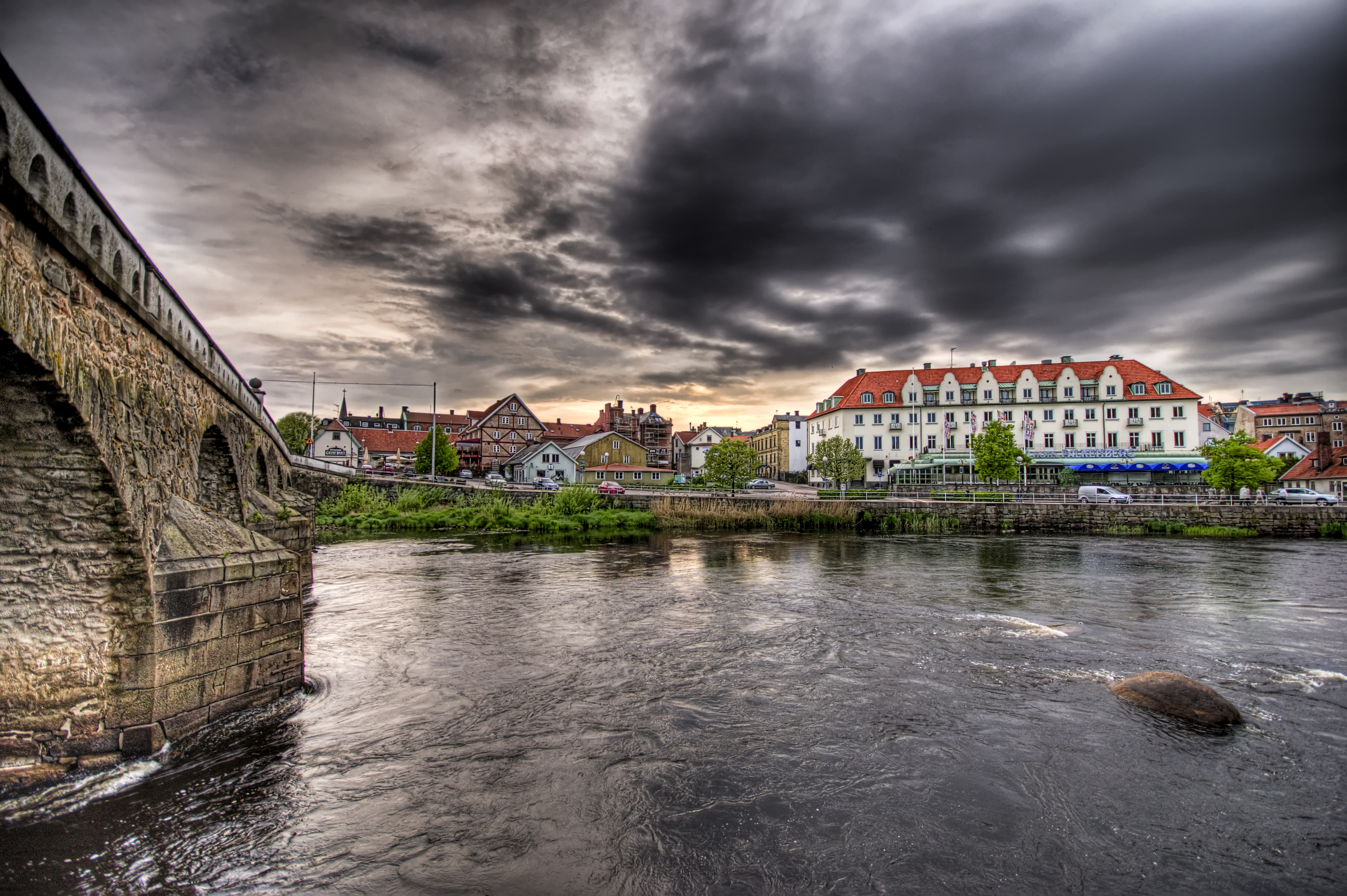
팔켄베리

팔켄베리(스웨덴어: Falkenberg)는 스웨덴 할란드주에 위치한 도시로 면적은 14.85km2, 인구는 20,035명(2010년 기준), 인구 밀도는 1,349명/km2이다.
도시 이름은 스웨덴어로 "매(falk)의 산(berg)"을 뜻한다. 스크레아스트란드(Skrea strand)를 비롯한 해변들이 있기 때문에 여름 휴양지로 널리 알려져 있다.